# Lethrus crenulatus
Lethrus crenulatus là một loài bọ cánh cứng trong họ Geotrupidae. Loài này được Gebler miêu tả khoa học năm 1845.